# Азарх, Лана Александровна
Лана Александровна Азарх (21 октября 1922, Москва — 22 августа 2014) — советская художница, художница-мультипликатор, художница-постановщица мультипликационного кино.

## Биография
Окончила ВГИК (художественный факультет) в 1948 году. После окончания института работала художницей, художницей-постановщицей на киностудии «Союзмультфильм» (до 1982 года).

Сотрудничала с такими известными режиссёрами мультипликационного кино, как Валентина Брумберг и Зинаида Брумберг, Фёдор Хитрук, Юрий Норштейн и художниками: Леонид Шварцман, Лев Мильчин, Валентин Лалаянц и другими.

## Документальное кино
Лана Азарх снималась в фильме «Художник-постановщик» — третьей серии документального сериала «Фабрика чудес».

## Фильмография

### Художница-постановщик
- 1955 — Стёпа-моряк
- 1956 — Палка выручалка
- 1957 — Исполнение желаний
- 1958 — Тайна далёкого острова
- 1959 — День рождения
- 1960 — Человечка нарисовал я
- 1961 — Большие неприятности
- 1963 — Три толстяка
- 1964 — Храбрый портняжка
- 1965 — За час до свидания
- 1966 — Про злую мачеху
- 1967 — Машинка времени
- 1968 — Кот в сапогах
- 1969 — Капризная принцесса
- 1970 — Кентервильское привидение
- 1971 — Огонь
- 1972 — Волшебная палочка
- 1973 — Новые большие неприятности
- 1974 — С бору по сосенке

### Художница
- 1955 — Это что за птица?

### Ассистентка художника
- 1949 — Чудесный колокольчик
- 1950 — Девочка в цирке
- 1951 — Ночь перед Рождеством
- 1952 — Снегурочка
- 1952 — Аленький цветочек
- 1953 — Братья Лю
- 1953 — Крашеный лис
- 1954 — Царевна-Лягушка
- 1954 — Золотая антилопа